# 佟吉生
佟吉生（1955年—），锡伯族，新疆伊宁人，中國大陸作曲家，曾任新疆维吾尔自治区音乐家协会常务副主席兼秘书长，国家二级作曲（副教授级）。

## 生平
佟吉生的祖先是锡伯营三牛录（正白旗）人。1950年代初，佟吉生的父辈在伊犁哈萨克自治州建筑公司工作，全家迁居伊宁市。佟吉生在伊宁市出生。少年时，学会了身边各民族语言，在学校时展露音乐天赋。1973年，获新疆艺术学校录取进入小提琴演奏专业。1976年毕业后分配到伊宁市第九中学担任音乐教师。后调到伊宁市文工团任乐队队长兼首席小提琴和作曲。1979年起，佟吉生开始作曲，先后创作出50多首歌曲、100多首舞蹈音乐及乐曲。1986年，任伊犁哈萨克自治州音乐家协会常务副主席兼秘书长，1998年任新疆音乐家协会秘书长，2007年任新疆音乐家协会常务副主席、中国音乐家协会理事、中国音乐家协会社会音乐专家委员会委员。1990年，获伊犁哈萨克自治州文联突出贡献奖。

## 作品
- 歌曲作品《小城》（新疆电视台，1987年获三等奖）
- 《洒水车我的好伙伴》（1989年获新疆维吾尔自治区三等奖）
- 《把青春献给美丽的祖国》（获全国当代工人之歌优秀创作奖）
- 《快乐的锡伯姑娘》（1992年获新疆维吾尔自治区舞蹈音乐创作一等奖）
- 电视片《伊犁河随想》配乐（获全国金牛二等奖）
- 《新疆有条美丽的河》、《只要你走进哈萨克毡房》（2000年获中国音乐家协会优秀创作奖）
- 创作、主持、编辑《西域风情》、《阿曼尼沙汗》、《面纱遮不住你的美丽》、《魅力新疆》、《阿瓦尔古丽》、《库力曼独唱歌曲集》、《新疆歌谣》等唱片
- 参加编辑《十二木卡姆》、《新歌唱新疆》等图书
- 策划组织百余场（次）音乐会、大型晚会、音乐比赛[1]

## 家庭
- 妻：毛海英
- 女：佟丽娅[2]